# Marca personal
La marca personal, en inglés personal brand, es la huella que dejamos en los demás. La gestión de esa huella, la gestión de la marca personal, se conoce como personal branding.
Quien acuñó por primera vez la palabra personal branding (gestión de marca personal) es Tom Peters, que en 1997 escribió un artículo en la revista Fast Company titulado "The Brand Called You".

## Historia del concepto de marca personal
El concepto de marca personal ha surgido en la literatura empresarial de los EE. UU. en los últimos años, ideado por Tom Peters (1999).  También es relevante el trabajo de Dan Schawbel,  que además de hacer un recorrido por el concepto de marca personal desarrolla consejos sobre cómo mejorar la presencia de ésta a través de las herramientas 2.0.
Peters considera en su escrito que cada uno de nosotros es una "Me. INC", equivalente a una sociedad llamada "YO, S.A." y que, por tanto, podemos autogestionar nuestra marca como si de una empresa se tratara. Uno de los autores de referencia que amplió el concepto creado por Tom Peters es Andrés Pérez Ortega, autor de cuatro libros sobre marca personal ("Marca Personal", "Expertología", "Te van a oir", "Marca Personal para dummies"). Perez Ortega sostiene que el fin último de un proceso de branding personal es que una persona se convierta en la opción preferente en un proceso de selección. El personal branding no surgió como un proceso para la búsqueda de trabajo, sino para la diferenciación y la independencia de los profesionales.
Con el tiempo, y especialmente con la aparición de los blogs (2000) y redes sociales (2004), el concepto de marca personal y de su gestión (personal branding) se populariza ya que se abre a cualquier persona la capacidad de publicar. 
La gestión de marca personal no trata de la promoción de una persona, sino esencialmente de tres etapas clave, según la consultora especializada Soymimarca: Autoconocimiento, Estrategia Personal y Visibilidad. No es posible promocionar algo que no existe, por tanto, se considera que los cimientos de la marca personal están en el mayor conocimiento de uno mismo. La estrategia persigue la definición de objetivos, propósito, propuesta de valor, modelo de negocio y mensajes. Y finalmente, la visibilidad es el proceso de comunicación de la propuesta de valor para que llegue con claridad a los grupos de interés (clientes, colaboradores, accionistas, proveedores, socios...). 
Igual que los activos inmateriales de las organizaciones empresariales, la marca personal es un activo inmaterial que incluye, pero no se limita, a la apariencia externa y la impresión que se causa y permanece. También incluye la manera en que la persona se diferencia de los demás. Igual que con las marcas comerciales, la marca personal persigue que la impresión causada sea duradera y sugiera el beneficio de la relación entre el titular de la marca y el observador. 
El concepto de marca personal se hace más necesario en la actualidad, porque las relaciones interpersonales son cada vez más anónimas. Cuando los seres humanos disfrutan de los mismos atributos (como la formación, la experiencia, las aspiraciones) las personas tienden a ser vistas como números iguales, por lo que para la promoción individual, cada persona debe diferenciarse y mostrarse de modo distinto, único e irrepetible. 
La Personal Brander Nancy Vázquez, Co-Fundadora de una de las principales agencias de Personal Branding, define a la marca personal como el buen desarrollo y difusión del valor agregado que ningún otro profesional puede aportar al mercado y que se convertirá en la huella por la que los reclutadores o clientes eligen un talento sobre otro. Es algo similar a lo que sucede con los productos: las grandes marcas son consumidas en mayor medida debido a que demostraron que podían brindar una característica que no tenía la competencia.
Igual que en el comercio las marcas blancas unifican los méritos de los productos y los hace homogéneos, de modo que los fabricantes tienden a promocionar los productos de marca; los profesionales que quieran diferenciarse para aumentar el valor de su trabajo o contribución profesional deben construir, promocionar, comunicar y proteger la marca personal.

## La marca personal en el mundo 2.0
En la actualidad, la Web 2.0 se ha convertido en una herramienta clave para el desarrollo de una marca personal. Así, en España el 51% ya usa Internet para encontrar trabajo, el 31% tiene un perfil en alguna red profesional, y el 10% ha encontrado trabajo gracias a sus contactos virtuales. Por otra parte, en EE. UU., las empresas utilizaron en sus procesos de reclutamiento en el 2011 la red social LinkedIn (87%), seguido por Facebook (55%) y Twitter (47%).
En este escenario el  curriculum vitae como soporte físico para encontrar trabajo está perdiendo utilidad. Según Enrique Dans, los profesionales de los recursos humanos investigan en Internet antes de contratar a alguien, con lo que un curriculum vitae que se imprime y se envía por correo tiene poca efectividad a la hora de buscar empleo. Igual que las empresas difunden sus marcas, autores como David Villaseca (2017) proponen sistemas para desarrollar el talento digital y difundirlo en medios digitales (web, blog, buscadores...) y sociales (como Linkedin).

## La marca personal y la inteligencia emocional
Hace algunos años tener Marca Personal no era más que una ventaja en el ámbito profesional, hoy en día, gestionar una marca se convierte en algo fundamental para sobresalir en un mundo cada vez más competitivo. Gracias a la era digital en la que nos encontramos el reto por ser reconocido es mucho más complejo, las personas no necesitan más que un celular con internet para aprender sobre cualquier tema y de igual manera, basta con un celular para obtener información sobre cualquier persona. Por esa razón, cuando alguien decide exponer su marca debe asumir la responsabilidad de hacerlo de la manera más real y trasparente posible.
Alguien que trabaja en su marca tiene mejores posibilidades para triunfar de manera profesional, no importa el área de especialidad, cualquier persona tiene la oportunidad de potenciar su carreara aumentando su visibilidad y alcance. Incluso sin hablar de profesiones, estamos en una era que premia a todo tipo de Marcas Personales, por eso nos encontramos con personas que resaltan al compartir actividades mucho más personales como un estilo de vida saludable, gusto por la moda, videojuegos, etc. 
Construir y gestionar una Marca Personal implica un trabajo diario, en pocas palabras podemos decir que se trata de una decisión que no tiene descanso ni vacación. Si bien los beneficios de hacerlo son muchos, también es importante resaltar que tener una marca exitosa requiere inversiones constantes en todo tipo de recursos.
La Inteligencia Emocional aporta mucha información sobre cómo gestionar reacciones por parte del ser humano en cualquier circunstancia. Alguien que quiere desarrollar su marca definitivamente debe aprender cómo reaccionar frente a sus emociones y también como entrenar la toma de conciencia de las mismas para utilizarlas a favor y sobre todo para que estás no saboteen sus objetivos personales y profesionales.
Gran parte de la información de componentes de Marca Personal se enfoca en elementos que pueden ser percibidos por externos, es decir: Nombre, imagen, símbolos, redes sociales, entorno, conocimientos, precio y demás. Sin embargo, también existen componentes que son indispensables para que una marca sea sustentable en el tiempo, al contrario de los citados anteriormente, son componentes EMOCIONALES que cada persona debe trabajar de manera interna para poder potenciar su rendimiento. Entre estos elementos nos encontramos con algunos como la automotivación, resiliencia o empatía, en general elementos muy relacionados con lo que es inteligencia emocional en general.
Tener una marca es más una oportunidad que una decisión, se podría decir que todos los seres humanos tienen su propia marca desde el momento en que nacen, el detalle es que muy pocos la aprovechan a su favor.

## Crítica
La marca personal ofrece promesas de mayor éxito en el mundo de los negocios. Existen miles de libros de autoayuda, programas, entrenadores personales y artículos para ayudar a las personas a aprender a marcarse a sí mismos. Estas estrategias enfatizan la autenticidad y a menudo se enmarcan como convertirse en "más de quién eres" y en "quién se supone que debes ser".
El otro lado de estas 'estrategias para el éxito' es que se trata de una autocomercialización muy sutil. Debido a que la marca personal básicamente señala y, en algunos casos, glorifica ciertas características positivas de un individuo, no es diferente de la marca tradicional de productos y empresas. Esto coloca a las personas en el lugar de los productos, en los que se subvierten sus esfuerzos para parecer más humanos.
Esta posibilidad es explotada por celebridades y políticos, ya que "comercializar personalidades individuales como productos" es una forma efectiva de ganar millones de admiradores no solo en línea sino también en la vida real.